# Vlad Dascalu
Vlad Dascalu, né le 17 décembre 1997, est un coureur cycliste roumain spécialiste de VTT cross-country.

## Biographie
À l'âge de 9 ans, Vlad Dascălu déménage avec sa famille dans le nord de l'Espagne, où il vit toujours. En 2012, il débute le VTT, d'abord en descente. En 2014, sans préparation, il monte sur le podium d'une course de cross-country sur un vélo emprunté, ce qui l'incite à changer de discipline. Il se consacre sérieusement au cross-country depuis 2015. La même année, il prend la sixième place des championnats du monde de VTT juniors (17/18 ans).
Depuis la saison 2017, il participe régulièrement aux manches de la Coupe du monde de VTT. Après plusieurs podiums, il remporte son premier succès chez les espoirs (moins de 23 ans) en Coupe du monde à Nové Město na Moravě en 2018. Lors de la saison 2019, il domine la catégorie des espoirs : il gagne quatre des sept courses de la Coupe du monde et le classement général. Il devient également champion du monde et d'Europe espoirs. Avec sa victoire aux mondiaux espoirs, il se qualifie pour les Jeux olympiques d'été de Tokyo, où il termine septième du cross-country.
En 2021, il fait ses débuts chez les élites. Lors de la dernière manche de Coupe du monde de la saison à Snowshoe Mountain, il rate de peu sa première victoire et prend la deuxième place à neuf secondes de Christopher Blevins. Il termine quatrième des mondiaux de Val di Sole. Au cours de la saison 2022, il termine cinq fois dans le top 3 en incluant le cross-country et le short track, sans décrocher de victoire. En 2023, il se classe deux fois à la troisième place d'une manche. Lors des championnats d'Europe de VTT à Cracovie, il décroche le titre en solitaire, remportant sa première grande victoire internationale. Il conclut sa saison en prenant la cinquième place des mondiaux de Glasgow.
En 2024, il est suspendu 17 mois pour avoir manqué trois contrôles antidopage, ce qui le prive de participation aux Jeux olympiques de Paris.

## Palmarès

### Jeux olympiques
- Tokyo 2020
  - 7e du cross-country

### Championnats du monde
- Mont Saint-Anne 2019
  -  Champion du monde de cross-country espoirs
- Val di Sole 2021
  - 4e du cross-country
- Glasgow 2023
  - 5e du cross-country

### Coupe du monde
- Coupe du monde de cross-country espoirs
  - 2018 : 6e du classement général[5], vainqueur d'une manche
  - 2019 : 1er du classement général, vainqueur de quatre manches

- Coupe du monde de cross-country élites
  - 2021 : 7e du classement général
  - 2022 : 6e du classement général
  - 2023 : 11e du classement général
  - 2024 : 53e du classement général

- Coupe du monde de cross-country short track
  - 2022 : 6e du classement général
  - 2023 : 12e du classement général
  - 2024 : 49e du classement général

### Championnats d'Europe
- 2019
  -  Champion d'Europe de cross-country espoirs
- 2023
  -  Champion d'Europe de cross-country

### Championnats nationaux
| - 2016 - Champion de Roumanie de cross-country espoirs - 2017 - Champion de Roumanie de cross-country espoirs - 2018 - Champion de Roumanie de cross-country - 2019 - Champion de Roumanie de cross-country - 2020 - Champion de Roumanie de cross-country | - 2021 - Champion de Roumanie de cross-country - 2022 - Champion de Roumanie de cross-country - Champion de Roumanie de cross-country short track - 2023 - Champion de Roumanie de cross-country short track |  |